# Il mio volto è uno specchio
Il mio volto è uno specchio è un  romanzo gialli scritto da Enrico Luceri; ha vinto l'edizione 2008 del premio Tedeschi ed è stato pubblicato nella collana Il Giallo Mondadori (n. 2967).

## Trama
Due coppie si ritrovano in modo fortuito nello stesso albergo umbro. Qui è già presente il signor Antonio e la sua seconda moglie Carmen, già diverse volte ospiti della struttura. In un'atmosfera cupa che richiama i film thrilling degli anni '70 seguiamo i passi dei personaggi, ambigui ed evasivi, fino a che qualcuno non inizia a programmare e finalmente a compiere un efferato assassinio. Non sarà facile per il commissario Simonetti fare luce tra le ombre di un passato lontano e scoprire le conseguenze di una promessa fatta molti anni prima.

## Personaggi
- Antonio Fiorani: anziano ospite dell'albergo Villa sul Lago
- Carmen: seconda moglie di Antonio
- Ettore e Silvana Costantini, Renato e Sofia Monti: ospiti dell'albergo Villa sul Lago
- Rino Angelucci: proprietario dell'albergo
- Angiola Rossi: cameriera
- Eduardo Moscari: sudamericano di origini italiane
- Simonetti: commissario di polizia
- Piccioni: medico legale

## Premi e riconoscimenti
- Il romanzo ha vinto l'edizione 2008 del premio Alberto Tedeschi con la seguente motivazione: per aver saputo riprendere con estrema precisione la proposta narrativa del suspense. Per aver affrontato personaggi complessi e aver analizzato le loro interazioni con una metodologia al tempo logica e ambigua. Per la costruzione raffinata dell'ambientazione e dell'atmosfera nella tradizione della migliore tradizione gotica.